# Zuid-Afrikanen
Zuid-Afrikanen (Afrikaans: Suid-Afrikane of Suid-Afrikaners, Engels: South Africans) is een verzamelnaam voor alle bevolkingsgroepen in Zuid-Afrika. In Zuid-Afrika wonen ongeveer 47 miljoen mensen die in te delen zijn bij diverse bevolkingsgroepen. Omdat Zuid-Afrika uit veel verschillende volkeren bestaat wordt het land ook wel de Regenboognatie genoemd. Voor 1994 (de Apartheidperiode) werd er vrijwel nooit over Zuid-Afrikanen gesproken.

## Bevolkingsgroepen
De bevolkingsgroepen kunnen worden ingedeeld in stammen en volkeren of op basis van hun huidskleur.

### Huidskleur
- zwarte Zuid-Afrikanen
- blanke Zuid-Afrikanen
- Kleurlingen of gemengden
- Aziatische Zuid-Afrikanen

### Stam of volk
- Zoeloe
- Sotho
- Xhosa
- Zuid-Ndebele
- San
- Afrikaners (vnl. Nederlanders)
- Anglo-Afrikanen (vnl. Engelsen)
- Kleurlingen, gemengden
- Griekwa, gemengden
- Maleisiërs

## Bekende Zuid-Afrikanen
- Steve Biko, voorvechter van burgerrechten
- Neill Blomkamp, filmmaker
- Breyten Breytenbach, schrijver en schilder
- André Brink, schrijver
- Zola Budd, atlete
- Chris Chameleon, acteur, zanger
- Hestrie Cloete, atlete
- Chad le Clos, zwemmer
- J.M. Coetzee, schrijver, Nobelprijs voor literatuur 2003
- Pedro Crous, mycoloog
- Marlene Dumas, kunstenares
- Peter Goldblatt, botanicus
- Nadine Gordimer, schrijfster, Nobelprijs voor literatuur 1991
- Elrio van Heerden, voetballer o.a. bij Club Brugge en KVC Westerlo
- Robert Hunter, wielrenner
- Watkin Tudor Jones, rapper van Die Antwoord (Ninja)
- Ingrid Jonker, dichteres
- Theuns Jordaan, zanger
- Johannes Kerkorrel, zanger
- Frederik Willem de Klerk, president, Nobelprijs voor de Vrede 1993
- Antjie Krog, dichteres
- Nelson Mandela, eerste zwarte president van Zuid-Afrika, Nobelprijs voor de Vrede 1993
- Manfred Mann, pop- en rockmuzikant
- Benedict McCarthy, voetballer
- Johannes Meintjes, schrijver, kunstschilder
- Aaron Mokoena, voetballer o.a. bij KRC Genk
- Elon Musk, ondernemer en ingenieur
- Anele Ngcongca, voetballer o.a. bij KRC Genk
- Marlene van Niekerk, schrijfster
- Wayde van Niekerk, atleet
- Trevor Noah, komiek, presentator
- Jack Parow, zanger
- Steven Pienaar, voetballer
- Oscar Pistorius, hardloper, moordenaar
- Laurens van der Post, schrijver
- Caster Semenya, atlete
- Johannes van Staden, botanicus
- Reeva Steenkamp, model
- Candice Swanepoel, model
- Percy Tau, voetballer o.a. bij Club Brugge
- Charlize Theron, actrice
- Deborah Lettner, actrice
- Anri du Toit, zangeres van Die Antwoord (Yolandi Visser)
- Desmond Tutu, eerste zwarte aartsbisschop van de Anglicaanse Kerk, Nobelprijs voor de Vrede 1984
- Hans Vonk, voetbaldoelman
- Casper de Vries, acteur en komediant
- Robbie Wessels, zanger, acteur
- Braam van Wyk, botanicus
- Ben-Erik van Wyk, botanicus